# Heteromigas dovei
Heteromigas dovei is een spinnensoort in de taxonomische indeling van de Migidae.
Het dier behoort tot het geslacht Heteromigas. De wetenschappelijke naam van de soort werd voor het eerst geldig gepubliceerd in 1902 door H. R. Hogg.